# جيمس كيلي (رسام)
جيمس كيلي (بالإنجليزية: James Kelly)‏ هو رسام أمريكي، ولد في 12 ديسمبر 1913 في فيلادلفيا في الولايات المتحدة، وتوفي في 29 يونيو 2003 في نيويورك في الولايات المتحدة.